# Українська інформаційна служба
Українська інформаційна служба (УІС) — консалтингова компанія, що спеціалізується на послугах у сфері стратегічного консультування та управління проектами.

## Загальна характеристика
Українська інформаційна служба — сучасна інформаційно-аналітична агенція, що надає послуги аналітичного забезпечення, організації та супроводу інформаційних кампаній, політичного консультування та підтримки центрів регіонального розвитку 
Офіційно ініціатива із створення УІС презентована у Києві 27 серпня 2009 року. У серпні 2010 року Українська інформаційна служба зареєстрована як товариство з обмеженою відповідальністю ТОВ «Українська інформаційна служба» 
Соціальна відповідальність УІС:
— УІС безоплатно надає послуги із поширення інформації (зовнішня пресслужба) громадських об'єднань національного спрямування .
— Ключовими партнерами УІС у громадській сфері є Організація українських націоналістів (б), міжнародна благодійна установа «Центр Національного Відродження», Громадська організація „Ресурсний центр патріотичного виховання «Звитяга».

## Відкриття
Презентували нову громадськості Українську інформаційну службу (УІС) та інформаційно-аналітичного інтернет-сайту «Український погляд» 27 серпня 2009 року в приміщенні будинку Центру національного відродження.
В презентації взяли участь Голова Організації Українських Націоналістів (р) Стефан Романів, заступник директора Центру національного відродження імені Степана Бандери Віктор Рог та керівник Української інформаційної служби.
Як повідомили організатори, основним задумом є те, що Українська інформаційна служба має стати ефективним інструментом в інформаційному просторі України у відстоюванні її національних інтересів через надання якісних інформаційно-аналітичних послуг усім зацікавленим сторонам.

## Український погляд (ukrpohliad.org)
Інформаційно-аналітичного інтернет-сайту «Український погляд» висвітлює діяльність УІС та інформацію по поточних подіях в політиці, культурі, суспільстві, економіці, культурі в Україні та відносно України у світі, що часто не відомі широкій громадськості. Окремий розділ виділений з висвітлення української патріотичної літератури.

## Портал «Балто-Чорноморські новини» (BBS-news.info)
Наприкінці лютого 2011 року УІС виступила ініціатором створення порталу Балто-Чорноморські новини“ (BBS-news.info)[недоступне посилання з липня 2019].
«Балто-Чорноморські новини» (Baltic-Black Sea News)[bbs-news.info] — інформаційний портал, що узагальнює наявні в мережі Інтернет аналітичні матеріали та ключові новини країн Балто-Чорноморського регіону.
Цей портал створено в межах інформаційно-дослідницького проекту «Балто-Чорноморський центр досліджень та співпраці», який ініційовано ТОВ «Українська інформаційна служба».
Основне завдання порталу — сприяти тіснішій інтеграції країн регіону та пошуку спільних можливостей для розвитку через забезпечення актуальною інформацією про політичні, економічні, безпекові та суспільні процеси на Балто-Чорноморському просторі зацікавлених осіб та організації.

## Адреса
Адреса: вул. Ярославів Вал, 9, м. Київ, Україна, 01034. Директор Української інформаційної служби — Валерій Павлович Малькін.